# 다중 신호 천문학
다중 신호 천문학(Multi-messenger astronomy)은 전자기파, 중력파, 중성미자, 우주선 등 서로 다른 "신호"(메신저)가 전달하는 신호를 조화롭게 관찰하고 해석하는 데 기반을 둔 천문학이다. 이것들은 다양한 천체 물리학 과정에 의해 생성되므로 그 출처에 대한 다양한 정보를 나타낸다.
태양권 외부의 주요 다중 신호원은 소형 쌍성 쌍(블랙홀 및 중성자별), 초신성, 불규칙 중성자별, 감마선 폭발, 활동은하핵 및 상대론적 제트일 것으로 예상된다.
한 신호의 탐지와 다른 신호의 비탐지 또한 유익할 수 있다.